# Aruba-Amazone
Die Aruba-Amazone (Amazona barbadensis canifrons) ist eine ausgestorbene Unterart der Gelbschulteramazone (Amazona barbadensis). Sie war auf der Insel Aruba bei Barbados endemisch. Über ihre Lebensweise ist nichts bekannt geworden.

## Merkmale
Beschrieben ist nur der Holotypus, ein im Frühjahr 1882 nach New York gebrachter Käfigvogel, der später starb und dessen Kadaver anschließend entsorgt wurde. Er hat eine Länge von 36 cm. Das Gefieder ist allgemein grün. Der Unterbauch ist bläulich verwaschen. Die Handschwingen sind tiefblau. Der Flügelspiegel ist hellrot. Die Nackenfedern haben schwarze Säume. Die Kehlfedern sind gelblich durchsetzt. Stirn, Kinn und Oberkehle sind grau. Der Oberkopf ist stumpf hellgelb. Die Kopfseiten sind stumpfgelb. Die Schenkel sind grau. Der Schwanz ist grün, die Schwanzbasis ist gelb mit einer roten Zeichnung und einer hell grünlichgelben Endbinde. Der Schnabel ist weißlich hornfarben, die Schnabelspitze dunkel. Beine und Füße sind dunkelgrau.

## Aussterben
Das Typusexemplar der Aruba-Amazone wurde 1882 lebend gefangen und 1883 von George Newbold Lawrence beschrieben. Obwohl er darum bat, den Vogel nach dessen Tod zu konservieren, wurde dies versäumt. Lawrence versicherte sich jedoch, dass sich das Gefieder des Vogels zu dessen Lebzeiten nicht verändert hatte. In der Folgezeit starb die Amazonenpapageien-Population auf Aruba aus, so dass kein weiteres Exemplar dieser Unterart mehr gesammelt werden konnte. Weiter wurde diese Rasse in der zeitgenössischen ornithologischen Literatur stark ignoriert, zumal der Ornithologe Ernst Hartert diese Form bereits gegen Ende des 19. Jahrhunderts als identisch mit der Gelbschulteramazone betrachtete. So findet sie weder in der Checklist of the Birds of the World (1937) von James Lee Peters noch im Werk Extinct and Vanishing Birds of the World (1967) von James Cowan Greenway Erwähnung. Karel Voous gab 1957 an, dass die Aruba-Amazone vermutlich zwischen 1944 und 1947 verschwand. Die letzten Individuen wurden entweder als Plage verfolgt und vergiftet, weil sie große Schäden in den Obstgärten anrichteten, oder sie wurden zu hohen Preisen verkauft. In der Folgezeit machte Voous darauf aufmerksam, dass zwei Individuen in den Aufzeichnungen eines B. Hartwell erwähnt wurden, so dass vermutlich ein paar Exemplare noch nach 1947 überlebt haben könnten. Gleichzeitig zweifelte Voous daran, dass das Typusexemplar von Lawrence tatsächlich von Aruba kam, da erhebliche individuelle und geografische Variationen der Gelbschulteramazone existieren. Daher ist es unsicher, ob die Aruba-Amazone tatsächlich ein valides Taxon repräsentiert.